# Perizoma grandis
Perizoma grandis là một loài bướm đêm trong họ Geometridae.